# Lesosibirsk

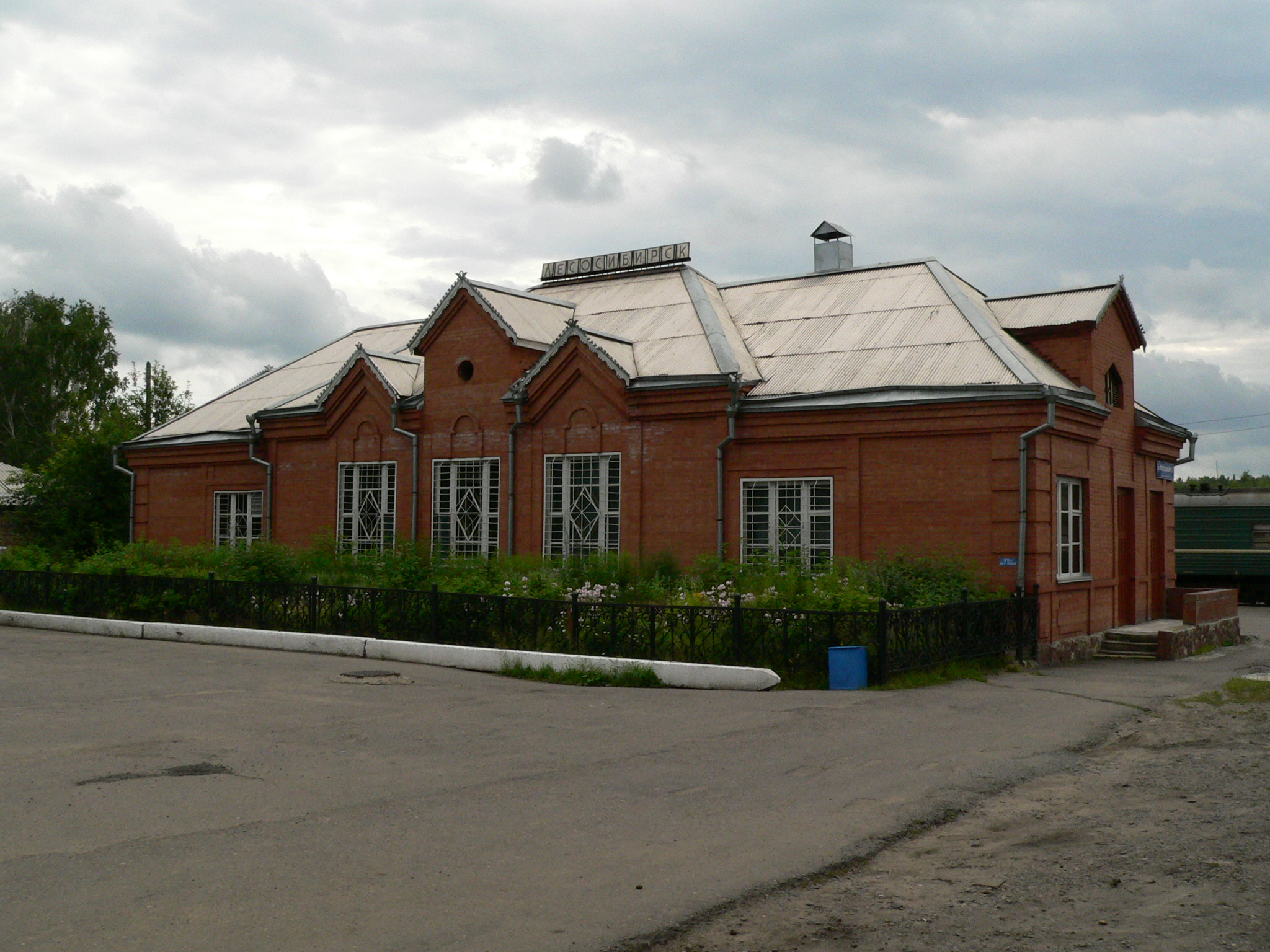
Nhà ga Lesosibirsk

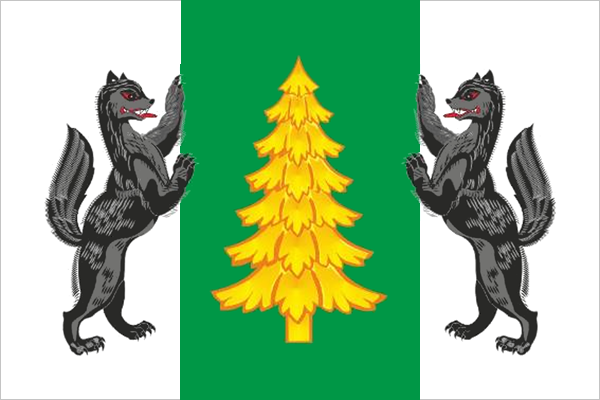
Lá cờ của thành phố

Lesosibirsk (tiếng Nga: Лесосибирск) là một thành phố Nga. Thành phố này thuộc chủ thể Krasnoyarsk Krai. Dân số qua các thời kỳ: 61.139 (Điều tra dân số 2010); 65.374 (Điều tra dân số 2002); 68.349 (Điều tra dân số năm 1989).

## Khí hậu
Lesosibirsk có khí hậu cận Bắc Cực (phân loại khí hậu Köppen Dfc). Lesosibirsk có sự khác biệt lớn về nhiệt độ giữa mùa hè và mùa đông.
| Dữ liệu khí hậu của Lesosibirsk         | Dữ liệu khí hậu của Lesosibirsk | Dữ liệu khí hậu của Lesosibirsk | Dữ liệu khí hậu của Lesosibirsk | Dữ liệu khí hậu của Lesosibirsk | Dữ liệu khí hậu của Lesosibirsk | Dữ liệu khí hậu của Lesosibirsk | Dữ liệu khí hậu của Lesosibirsk | Dữ liệu khí hậu của Lesosibirsk | Dữ liệu khí hậu của Lesosibirsk | Dữ liệu khí hậu của Lesosibirsk | Dữ liệu khí hậu của Lesosibirsk | Dữ liệu khí hậu của Lesosibirsk | Dữ liệu khí hậu của Lesosibirsk |
| Tháng                                   | 1                               | 2                               | 3                               | 4                               | 5                               | 6                               | 7                               | 8                               | 9                               | 10                              | 11                              | 12                              | Năm                             |
| --------------------------------------- | ------------------------------- | ------------------------------- | ------------------------------- | ------------------------------- | ------------------------------- | ------------------------------- | ------------------------------- | ------------------------------- | ------------------------------- | ------------------------------- | ------------------------------- | ------------------------------- | ------------------------------- |
| Cao kỉ lục °C (°F)                      | 3.1 (37.6)                      | 8.3 (46.9)                      | 19.7 (67.5)                     | 28.9 (84.0)                     | 33.2 (91.8)                     | 34.8 (94.6)                     | 38.2 (100.8)                    | 37.3 (99.1)                     | 32.3 (90.1)                     | 24.0 (75.2)                     | 16.2 (61.2)                     | 9.6 (49.3)                      | 35.3 (95.5)                     |
| Trung bình ngày tối đa °C (°F)          | −10.2 (13.6)                    | −8.8 (16.2)                     | −1.2 (29.8)                     | 6.8 (44.2)                      | 12.9 (55.2)                     | 21.1 (70.0)                     | 22.3 (72.1)                     | 18.9 (66.0)                     | 11.0 (51.8)                     | 4.3 (39.7)                      | −3.8 (25.2)                     | −7.6 (18.3)                     | 5.5 (41.9)                      |
| Trung bình ngày °C (°F)                 | −20.5 (−4.9)                    | −17.2 (1.0)                     | −8.7 (16.3)                     | −0.1 (31.8)                     | 8.6 (47.5)                      | 15.3 (59.5)                     | 18.7 (65.7)                     | 15.2 (59.4)                     | 8.0 (46.4)                      | 0.1 (32.2)                      | −10.6 (12.9)                    | −17.9 (−0.2)                    | −0.7 (30.7)                     |
| Tối thiểu trung bình ngày °C (°F)       | −36.9 (−34.4)                   | −32.7 (−26.9)                   | −19.4 (−2.9)                    | −7.3 (18.9)                     | 1.8 (35.2)                      | 10.1 (50.2)                     | 13.7 (56.7)                     | 9.5 (49.1)                      | 3.4 (38.1)                      | −7.7 (18.1)                     | −23.6 (−10.5)                   | −34.1 (−29.4)                   | −10.2 (13.6)                    |
| Thấp kỉ lục °C (°F)                     | −58.8 (−73.8)                   | −53.3 (−63.9)                   | −47.1 (−52.8)                   | −35.6 (−32.1)                   | −17.1 (1.2)                     | −3.9 (25.0)                     | 1.2 (34.2)                      | −3.1 (26.4)                     | −8.9 (16.0)                     | −33.6 (−28.5)                   | −49.0 (−56.2)                   | −54.5 (−66.1)                   | −58.8 (−73.8)                   |
| Lượng Giáng thủy trung bình mm (inches) | 28 (1.1)                        | 20 (0.8)                        | 19 (0.7)                        | 28 (1.1)                        | 41 (1.6)                        | 59 (2.3)                        | 57 (2.2)                        | 55 (2.2)                        | 49 (1.9)                        | 47 (1.9)                        | 41 (1.6)                        | 35 (1.4)                        | 479 (18.9)                      |
| Nguồn: ru.wikipedia.org,                |                                 |                                 |                                 |                                 |                                 |                                 |                                 |                                 |                                 |                                 |                                 |                                 |                                 |